# Thysanotus fractiflexus
Thysanotus fractiflexus är en sparrisväxtart som beskrevs av Norman Henry Brittan. Thysanotus fractiflexus ingår i släktet Thysanotus och familjen sparrisväxter. Inga underarter finns listade i Catalogue of Life.